# استان‌های اردن

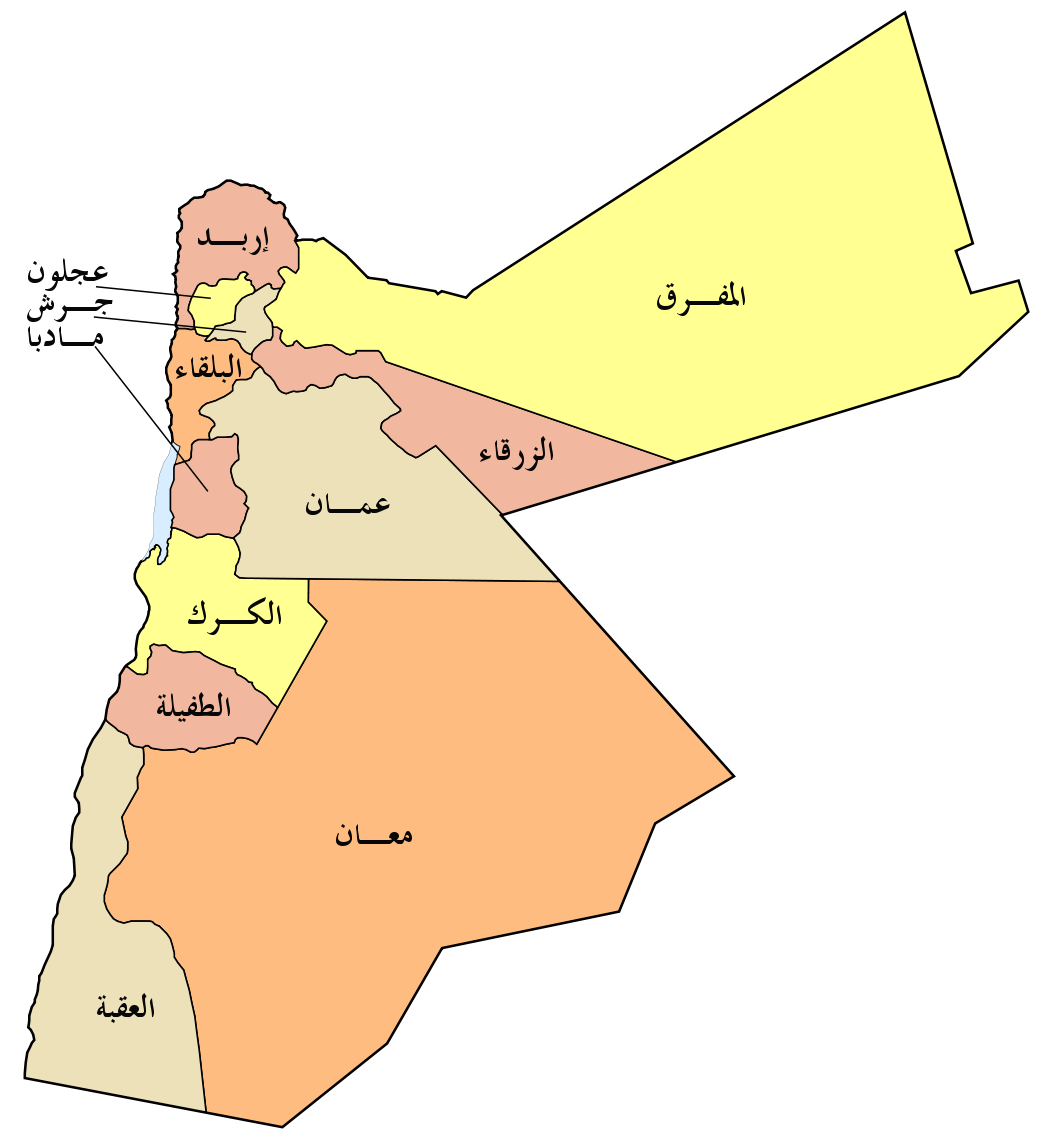

اردن از لحاظ اداری و اجرایی به ۱۲ استان تقسیم می‌شود. هر یک از استان‌های دوازده‌گانه تحت هدایت و رهبری استانداری است که توسط پادشاه منصوب می‌شود.
همچنین برای هر یک از استان‌ها و پروژه‌های توسعه و آبادانی در مناطق متبوع آنها مقامات خاصی نیز در نظر گرفته می‌شوند.
استان‌های اردن/ استان‌ها به حدود ۵۲ ناحیه تقسیم می‌شوند. کشور اردن به دوازده استان (به عربی: محافظة) تقسیم می‌شود:
| استان | مرکز    | مساحت km2 | جمعیت (۲۰۰۷) | تراکم جمعیت |
| ----- | ------- | --------- | ------------ | ----------- |
| اربد  | اربد    | ۱٬۶۲۱     | ۹۵۱٬۰۰۰      | ۵۸۶٫۷       |
| بلقاء | السلط   | ۱٬۰۷۶     | ۳۴۹٬۵۸۰      | ۳۲۴٫۹       |
| جرش   | جرش     | ۴۰۲       | ۱۵۶٬۶۷۵      |             |
| زرقاء | زرقاء   | ۴٬۰۸۰     | ۸۳۸٬۰۰۰      | ۲۰۵٫۴       |
| عمان  | امان    | ۸٬۲۳۱     | ۲٬۰۲۷٬۰۰۰    |             |
| عجلون | عجلون   | ۴۲۰       | ۲۴۵٬۶۶۵      | ۵۸۴٫۹       |
| عقبه  | عقبه    | ۶٬۵۸۳     | ۱۰۷٬۱۱۵      | ۱۶٫۳        |
| طفیلة | الطفیله | ۲٬۱۱۴     | ۸۱٬۰۰۰       | ۳۸٫۳        |
| کرک   | کرک     | ۳٬۲۱۷     | ۲۳۹٬۰۰۰      |             |
| مادبا | مادبا   | ۲٬۰۰۸     | ۱۳۵٬۸۹۰      | ۶۷٫۷        |
| معان  | معان    | ۳۳٬۱۶۳    | ۱۰۳٬۹۲۰      | ۳٫۱         |
| مفرق  | مفرق    | ۲۶٬۴۳۵    | ۲۴۵٬۶۶۵      | ۹٫۳         |